# New York Public Library
De New York Public Library (Openbare bibliotheek van New York) is een openbare bibliotheek in New York.
De bibliotheek, die in 1895 werd opgericht, heeft 92 verschillende afdelingen. De bekendste afdeling is de hoofdbibliotheek, de Main Branch, op Fifth Avenue op Manhattan. Die is gevestigd in een gebouw de Stephen A. Schwarzman Building, ontworpen door architectenbureau Carrère and Hastings en gebouwd tussen 1897 en 1911. Een van de karakteristieke eigenschappen in het stadsbeeld zijn de twee beelden van leeuwen, Patience en Fortitude, die aan de zijden van de monumentale toegangstrappen opgesteld zijn. Het bouwwerk werd in 1965 een National Historic Landmark, in 1966 opgenomen in het National Register of Historic Places en in 1967 een New York City Landmark.
Andere bekende afdelingen zijn onder meer de Astor Library, de Jefferson Market Library en het Arthur Schomburg Center for Research in Black Culture.
In deze bibliotheek worden onder andere exemplaren van de Gutenbergbijbel en de Philosophiae Naturalis Principia Mathematica van Isaac Newton bewaard. Naast boeken behoren ook andere historische wetenschappelijke artefacten zoals de Globe van Hunt-Lenox tot de collectie. De collectie omvat zo'n 53 miljoen items, wat binnen de Verenigde Staten enkel overtroffen wordt door de Library of Congress en wereldwijd ook nog in het niets verdwijnt bij de British Library.
In de populaire cultuur speelde het iconische hoofdgebouw vele malen een sleutelrol, waaronder in de langspeelfilms The Wiz uit 1978, Ghostbusters uit 1984 en The Day After Tomorrow uit 2004. 